# Hypsilurus binotatus
Espèce
Synonymes
- Gonyocephalus binotatus Meyer, 1874

Statut de conservation UICN

 LC  : Préoccupation mineure
Hypsilurus binotatus est une espèce de sauriens de la famille des Agamidae.

## Répartition
Cette espèce se rencontre aux îles Aru et Kai aux Moluques et en Nouvelle-Guinée occidentale en Indonésie et en Papouasie-Nouvelle-Guinée en Nouvelle-Guinée orientale.

## Publication originale
- Meyer, 1874 : über die von ihm auf Neu-Guinea und den. Inseln Jobi, Mysore und Mafoor im Jahre 1873 gesammelten Amphibien.Monatsberichte der Königlichen Preußischen Akademie der Wissenschaften zu Berlin, vol. 1874, p. 128-140 (texte intégral).